# Pabellón de Estados Unidos en la Exposición de 1929
El Pabellón de Estados Unidos de 1929 se creó con motivo de la Exposición Iberoamericana celebrada en Sevilla en ese año.

## Historia
Diseñado por el arquitecto Willian Templeton Johnson, nacido en San Diego (California) en 1877, el proyecto inicial incluía la construcción de un total de hasta tres edificios, con una superficie construida de unos 7500 m².
De las tres construcciones iniciales, en la actualidad solo se conserva el principal de ellos, un notable edificio de dos plantas de altura, cuyos frentes principales se abren al Paseo de las Delicias y a la Avenida de María Luisa, respectivamente.

## Edificio
Con matices coloniales y decoraciones propias de las grandes construcciones de California, se trata de un edificio cuya planta tiene la forma de un triángilo regular con los vértices achaflanados, que incluye en su interior un patio central, semejante y concéntrico con las líneas de fachada. 
Al exterior presenta dos elegantes portadas donde la ornamentación menuda y el color de la piedra contrastan con el limpio y blanco paramento de los muros de fachada. En ambos casos estas portadas cuentan con dos cuerpos de altura: el primero con el hueco de acceso acabado en arco de medio punto con frente profusamente decorado; y el segundo, más reducido, envolviendo un balcón a eje sobre la entrada, que en el caso de la fachada a la Avenida de María Luisa es semicircular, apoyado sobre una repisa con forma de concha.
En su interior se alojó durante la Exposición una amplia biblioteca con libros de temática estadounidense, un mapa en el que se representaban las rutas de los conquistadores españoles por las tierras del sur, y una muestra de obras del National Museum of Fine Arts. 
Un segundo edificio, ya desaparecido, era un cinematógrafo con capacidad para 350 personas, donde se proyectaban algunas películas relacionadas con Hispanoamérica, como una que mostraba un viaje del presidente Hoover por tierras latinoamericanas. Y el tercero era un centro musical con altavoces de gran potencia. 
El edificio que hoy se conserva pasó más tarde a ser un teatro, para ser reconvertido posteriormente  en el Consulado de los Estados Unidos. 
Actualmente, y desde el año 2004, este pabellón alberga la sede de la Fundación Valentín de Madariaga, de Arte Contemporáneo.

## Galería de imágenes

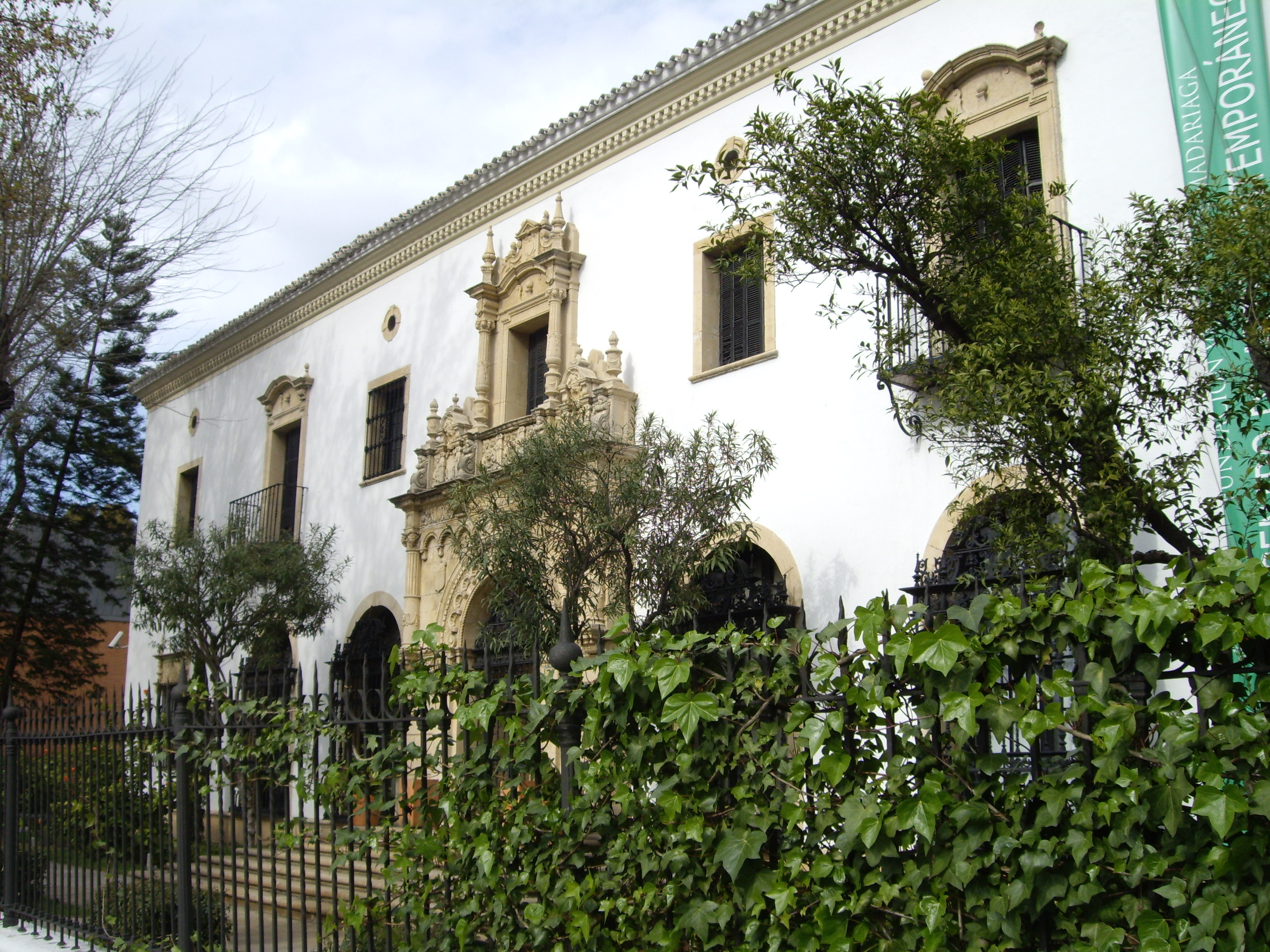
Fachada que da al Paseo de las Delicias
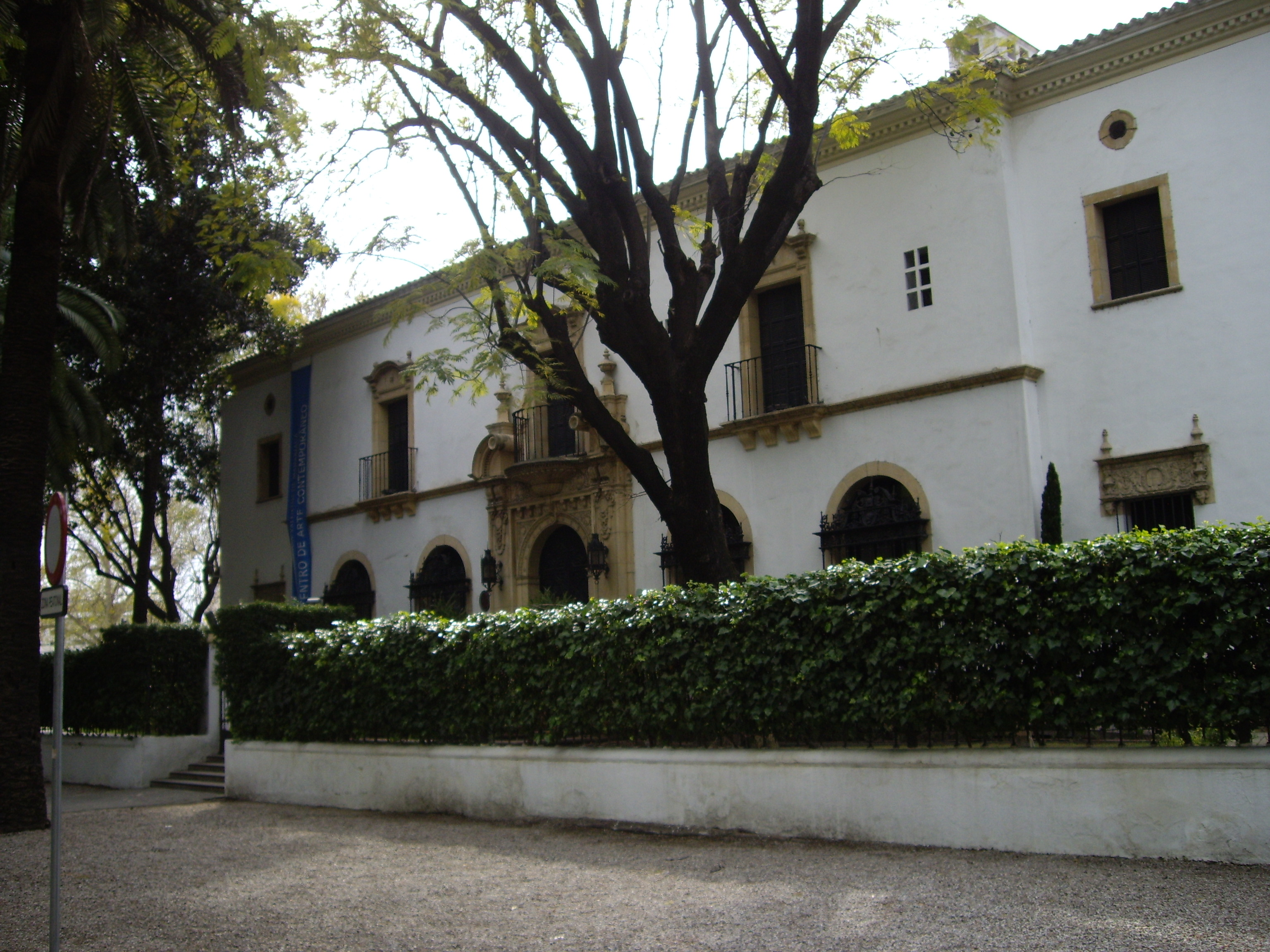
Fachada que da la Avenida de María Luisa
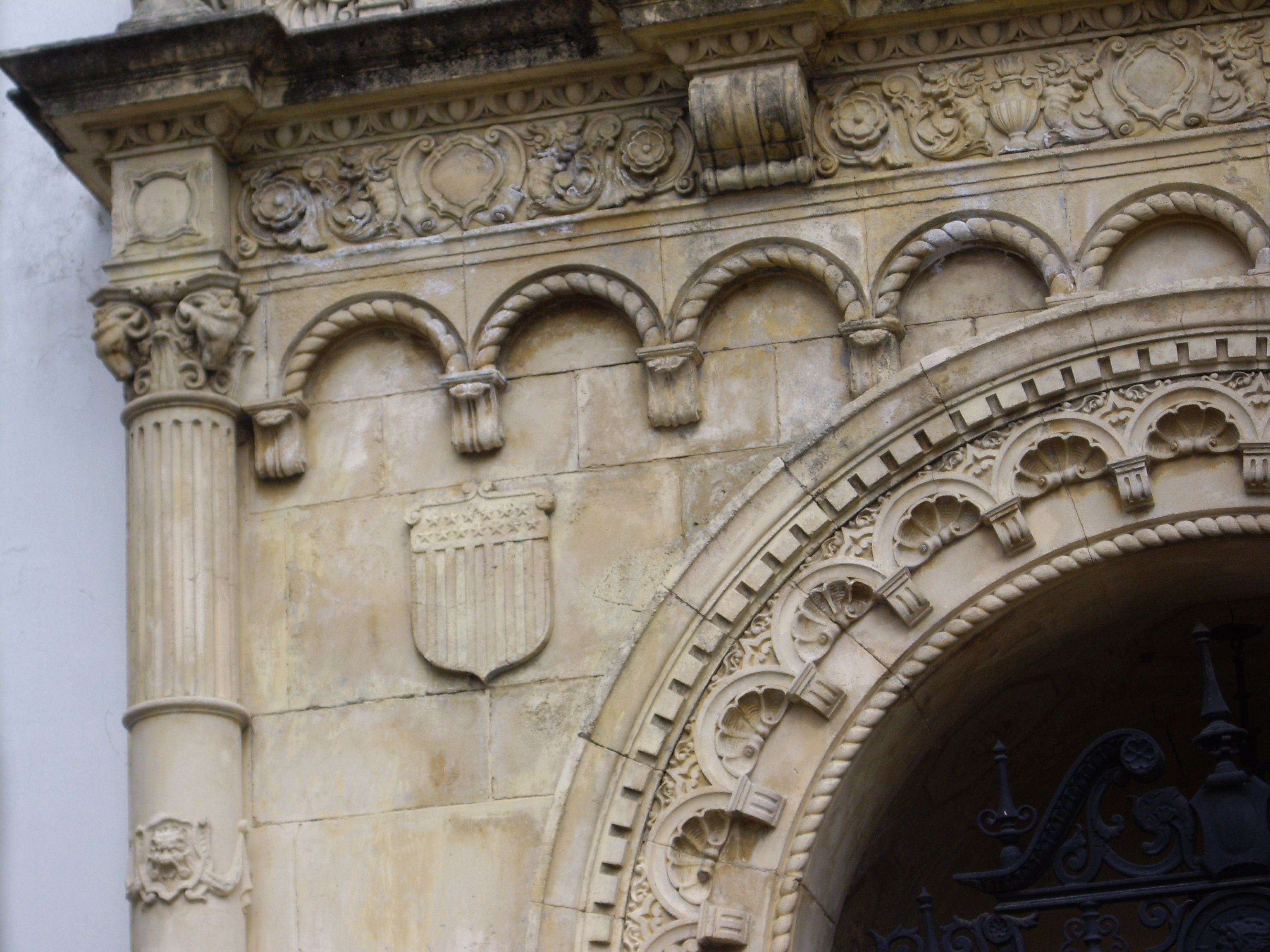
Detalle de la puerta de que da al paseo de las Delicias donde vemos un escudo con barras y estrellas